# CTGP-Revolution
CTGP-Revolution (Custom Track Grand Prix Revolution, CTGP-R) je neoficiální rozšíření hry Mario Kart Wii, která umožňuje hrát přes Internet s jinými hráči přes službu Wiimmfi, i poté, co Nintendo zrušilo tuto možnost. Také umožňuje hrát Mario Kart Wii tratě vytvořené komunitou Mario Kart Wii. CTGP Revolution se dá stáhnout na konzole Nintendo Wii U a Nintendo Wii přes Homebrew Channel, nebo na webové stránce, ke spuštění je ovšem nutné mít originální disk Mario Kart Wii.

## Funkce
CTGP-Revolution ke hře Mario Kart Wii navíc přináší:
- Možnost hrát online
- Importovat tratě od komunity
- Importovat herní módy od komunity
- Možnost hrát hru v dalších jazycích (je ve vývoji i český překlad)[3]